# ایران نو

روزنامهٔ ایران نو، ارگان رسمی حزب دموکرات، ۱۹۰۹–۱۹۱۱

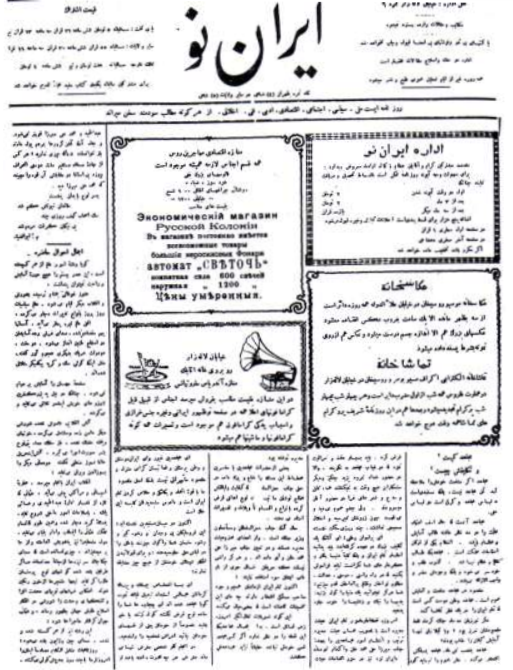
روزنامهٔ ایران نو، ارگان رسمی حزب دموکرات، ۱۹۰۹–۱۹۱۱

روزنامهٔ ایران نو پس از فتح تهران و در دورهٔ دوم مشروطه، ارگان رسمی حزب عامیون (حزب دموکرات) بود. این روزنامهٔ پیشرو از تاثیرگذارترین و مهم‌ترین نشریات پس از مشروطه محسوب می‌شود. نقد نظام طبقاتی جامعه، نقد نوع رفتار و برخورد با زنان در جامعه، دفاع از حقوق غیرمسلمانان و معرفی اندیشه‌های مارکس از ویژگی‌های منحصر به فرد این روزنامه در زمان خود است.
این روزنامه از ۲۴ اوت ۱۹۰۹ به‌عنوان روزنامه‌ای مستقل اما دارای گرایش سوسیال دموکرات با شمارگان روزانه دو تا سه هزار شماره منتشر شد. پس از وقفه‌ای در تابستان ۱۹۱۰ از ۲۶ اکتبر همان سال به‌عنوان ارگان رسمی کمیتهٔ مرکزی حزب عامیون دوباره منتشر شد. محمدامین رسول‌زاده روزنامه‌نگار و فعال سیاسی آذربایجانی و عضو حزب سوسیال دموکرات باکو که از زمان استبداد صغیر به ایران آمده و به مبارزان تبریز پیوسته بود سردبیری این نشریه را برعهده داشت. بعضی از اشعار ملک‌الشعرای بهار و ابوالقاسم لاهوتی شاعران پیشرو اوایل سدهٔ بیستم برای نخستین‌بار در این نشریه منتشر شد. ترجمهٔ آثار نویسندگان اروپایی نظیر لئو تولستوی و الکساندر دوما نیز با چاپ در این نشریه در اختیار عموم قرار می‌گرفت. همچنین خلاصه‌ای از کتاب «انقلاب ۱۹۰۵–۱۹۰۹ ایران» اثر ادوارد براون و گزارش‌هایی از سخنرانی‌های براون در اروپا در حمایت از مشروطه‌خواهان ایران در این نشریه منتشر می‌شد.
در اوایل سال ۱۹۱۱ و در نتیجهٔ جدال میان احزاب رقیب (عامیون و اعتدالیون) رسول‌زاده از ایران اخراج شد، اما روزنامه تا دسامبر همان سال به کار خود ادامه داد. در این هنگام و با تعطیلی اجباری مجلس، روزنامهٔ ایران نو نیز تعطیل شد. پس از تعطیلی ایران نو چند شمارهٔ محدود تحت عنوان‌ها «ایران نوین» و «رهبر ایران نو» منتشر شد و سپس برای همیشه متوقف گردید.